# Мурин, Александр Григорьевич

1974, Отчётный концерт Лен. обл. детского дома муз. восп. им. Н.А.Римского-Корсакова, рук. Нар. артист РСФСР А.Г.Мурин, конц. Р.Н.Фридман

Алекса́ндр Григо́рьевич Му́рин (1916/1917 — 1992) — советский российский хоровой дирижёр, хормейстер, педагог. Народный артист СССР (1976). Лауреат Государственной премии СССР (1976).

## Биография
Родился 21 декабря 1916 года (3 января 1917) в Петрограде (ныне Санкт-Петербург) в семье почётного потомственного гражданина, купца-старообрядца Григория Васильевича Мурина.
С 1926 года учился в хоровой школе при Ленинградской академической капелле (ныне Хоровое училище имени М. И. Глинки), которую окончил в 1935. В 1940 году окончил Ленинградскую консерваторию им. Н. Римского-Корсакова (класс хорового дирижирования у В. П. Степанова).
С 1937 года — хормейстер Ленинградского радио, с 1940 — Ансамбля песни и пляски Ленинградского военного округа. Ансамбль дал сотни концертов на Ленинградском и Волховском фронтах. С 1947 года — хормейстер Малого оперного театра (ныне Михайловский театр) в Ленинграде.
В 1952—1989 годах — хормейстер, в 1961—1988 — главный хормейстер Ленинградского театр оперы и балета им. С. Кирова (ныне Мариинский театр).
Руководил хором Дома культуры трудовых резервов (ныне Дворец учащейся молодёжи Санкт-Петербурга), в клубе Металлического турбинного завода, в Ленинградском областном специальном детском доме музыкального воспитания им. Н. А. Римского-Корсакова, воспитав в них сотни будущих известных музыкантов.
Преподавал дирижирование в Хоровом училище им. М. И. Глинки. Его ученики — М. П. Гвоздев, А. Ф. Климов, Э. Б. Смирнов, О. Е. Соколов, Ю. Ф. Шметков, Э. Л. Яблонев.
С 1959 года, со дня основания Областного хорового общества, был его председателем.
Член ВКП(б) с 1948 года.
Скончался 2 декабря (по другим источникам — 6 декабря) 1992 года в Санкт-Петербурге. Похоронен на Литераторских мостках Волковского кладбища.

### Семья
- Жена — Вера Ивановна
- Сын — Алексей Мурин, инженер-проектировщик атомных электростанций на Кубе, в Сирии, Египте
- Дочь — Елена Мурина, вирусолог, доктор медицинских наук, профессор НИИ гриппа.
- Племянник — Александр Алексеевич Мурин, хоровой дирижер, краевед, журналист, автор четырёх книг[4]
- Племянница — Екатерина Алексеевна Мурина, пианистка, профессор Санкт-Петербургской консерватории.

## Награды и звания
- Заслуженный артист РСФСР (1962)
- Народный артист РСФСР (1972)[5]
- Народный артист СССР (1976)
- Государственная премия РСФСР имени М. И. Глинки (1974) — за советские героико-патриотические оперные спектакли «Октябрь» В. И. Мурадели, «Оптимистическая трагедия» А. Н. Холминова, «Тихий Дон» И. И. Дзержинского
- Государственная премия СССР (1976) — за оперный спектакль «Пётр I» А. П. Петрова
- Орден Октябрьской Революции (1983) — за заслуги в развитии советского музыкального искусства и в связи с 200-летием Ленинградского государственного академического театра оперы и балета имени С. М. Кирова[6]
- Орден Трудового Красного Знамени
- Орден Дружбы народов
- Орден Отечественной войны 1 степени
- Орден Красной Звезды (1942)
- Медаль «За победу над Германией в Великой Отечественной войне 1941—1945 гг.»
- Медаль «За оборону Ленинграда» (1943)

## Творчество
Руководил постановкой хоровых сцен в оперных спектаклях:
- «Хованщина» М. П. Мусоргского
- «Борис Годунов» М. П. Мусоргского
- «Иван Сусанин» М. И. Глинки
- «Царская невеста» Н. А. Римского-Корсакова
- «Псковитянка» Н. А. Римского-Корскова
- «Сказание о невидимом граде Китеже и деве Февронии» Н. А. Римского-Корсакова
- «Евгений Онегин» П. И. Чайковского
- «Пиковая дама» П. И. Чайковского
- «Мазепа» П. И. Чайковского
- «Дон Карлос» Дж. Верди
- «Аида» Дж. Верди
- «Сила судьбы» Дж. Верди
- «Бал-маскарад» Дж. Верди
- «Дон Жуан» В. А. Моцарта
- «Волшебная флейта» В. А. Моцарта
- «Лоэнгрин» Р. Вагнера
- «Тихий Дон» И. И. Дзержинского
- «Октябрь» В. И. Мурадели
- «Оптимистическая трагедия» А. Н. Холминова
- «Декабристы» Ю. А. Шапорина
- «В бурю» Т. Н. Хренникова
- «Мать» Т. Н. Хренникова
- «Пётр I» А. П. Петрова
- «Пушкин» А. П. Петрова
- «Маяковский начинается» А. П. Петрова
- «Кармен» Ж. Бизе
- «Фауст» Ш. Гуно
- «Русалка» А. Дворжака
- «Руслан и Людмила» М. И. Глинки
- «Князь Игорь» А. П. Бородина
- «Война и мир» С. С. Прокофьева
- «Семён Котко» С. С. Прокофьева
- «Обручение в монастыре» С. С. Прокофьева
- «Семья Тараса» Д. Б. Кабалевского
- «Мёртвые души» Р. К. Щедрина
- «Интервенция» В. А. Успенского
- «Марюта-рыбачка» Д. А. Толстого по повести Б. А. Лавренёва «Сорок первый»
- «Патетическая оратория» Г. В. Свиридова (сценическое воплощение)